# Jamie Murray
Jamie Robert Murray (Dunblane, 13 febbraio 1986) è un tennista britannico.
Fratello maggiore di Andy Murray, ha ottenuto i migliori risultati in doppio, specialità in cui ha vinto nel 2016 gli US Open e gli Australian Open, raggiungendo per la prima volta la vetta del ranking ATP il 4 aprile 2016. Nel 2007 ha esordito nella squadra britannica di Coppa Davis, con cui ha vinto il titolo nell'edizione del 2015.
In doppio misto ha vinto tre volte gli US Open (2017, 2018, 2019) e due volte il torneo di Wimbledon (2007 e 2017).

## Biografia
Jamie nasce a Dunblane il 13 febbraio 1986. Nel 1996 Jamie e il fratello minore Andy scamparono al massacro della scuola elementare di Dunblane, da loro frequentata: un folle entrò armato nella struttura e uccise 16 bambini e un insegnante, mentre i due Murray, terrorizzati, si barricarono nell'ufficio del preside, riuscendo così a salvarsi.
Nel 1998 arriva in finale nel torneo Junior Orange Bowl nella categoria under-12, ma non riesce a conquistare il titolo. A 13 anni raggiunge la seconda posizione nella classifica junior e viene selezionato per studiare alla The Leys School dove verrà seguito da allenatori nazionali.
Suo nonno materno, Roy Erskine, è stato un calciatore professionista che ha giocato nella Scottish Football League con l'Hibernian. Nell'ottobre 2010 si è sposato con Alejandra Murray (nata Gutierrez).

## Carriera
Da giovane è stato tra i primi tre giocatori al mondo, insieme a Rafael Nadal e Richard Gasquet.
Nel torneo doppio ragazzi agli US Open 2004 arriva in semifinale insieme al fratello Andy. A fine anno nella classifica junior è alla 40ª posizione in singolare e all'undicesima in doppio.

Rifiuta l'offerta di diversi college che lo hanno notato agli US Open e decide di passare tra i professionisti. Rimane per diverso tempo nel circuito Futures ma nel 2007 arriva la prima vittoria importante, a San Josè vince il titolo di doppio insieme a Eric Butorac mentre il fratello Andy vince il titolo in singolare. Una settimana dopo trionfa a Memphis ancora insieme a Eric Butorac.

Il 23 giugno a Nottingham arriva il terzo titolo insieme a Butorac, ma l'impresa più importante lo aspetta a Wimbledon.

Partecipa al doppio misto in coppia con Jelena Janković ed è la prima collaborazione tra i due. Prima di raggiungere la finale affrontano e sconfiggono quattro teste di serie, al secondo turno incontrano la più alta, numero 3, formata da Mark Knowles e Yan Zi.

In finale si trovano di fronte un'altra testa di serie, questa volta la numero 5 formata da Jonas Björkman e Alicia Molik. Riescono ad avere la meglio in 3 set e a conquistare il titolo. Con questa vittoria Jamie diventa il primo tennista britannico a vincere il torneo di Wimbledon negli ultimi 20 anni.

Dagli US Open 2007 trova come partner fissa per il doppio misto Liezel Huber e nel torneo statunitense raggiungono la semifinale. Il 17 febbraio 2008 vince il suo quarto titolo nel doppio maschile, a Delray Beach insieme a Maks Mirny. Nello stesso anno arriva in finale a Estoril e Nottingham, ma non riesce a conquistare il titolo.

Raggiunge la seconda finale in un torneo dello Slam agli US Open 2008 nel doppio misto insieme a Liezel Huber, ma si arrendono in due set a Cara Black e Leander Paes, teste di serie numero 5.

Nel novembre 2010 vince in coppia con il fratello Andy il Valencia Open.
Due i successi del 2011, entrambi colti nella parte finale della stagione: il primo a fine settembre a Metz in coppia con il brasiliano André Sá; il secondo il mese successivo, di nuovo in coppia con il fratello Andy, a Tokyo, terzo titolo ATP 500 vinto in carriera. Torna anche a giocare, dopo tre anni, in Coppa Davis, vincendo sia nel primo turno del Gruppo II Euro-Africano contro la Tunisia in coppia con Colin Fleming, che nel turno successivo contro Lussemburgo, in coppia di nuovo con Andy.
Nel 2012 invece, pur raggiungendo due finali (nel 250 di Montpellier con Paul Hanley, l'altra nel Challenger di Petage, in coppia con Sá), non conquista nessun titolo e, a fine stagione, perde quota nel ranking di doppio, chiudendo l'anno al 76º posto, cioè 41 posizioni più in basso dell'anno precedente.
Torna al successo nel marzo 2013 quando si impone in coppia con l'australiano John Peers a Houston battendo in finale i fratelli Bryan, numeri 1 al mondo. La collaborazione con Peers prosegue per lunga parte della stagione e frutta anche i successi al Challenger di Nottingham, in giugno e poi prima sulla terra di Gstaad in luglio e poi, a settembre, sul cemento di Bangkok, oltre alla finale di Tokyo.
I buoni risultati permettono alla coppia di continuare a giocare insieme con lusinghieri successi anche nel 2014: un titolo (quello di Monaco) in primavera, tre finali perse (Quuen's, Winstom-Salem, Kuala Lumpur) e sei semifinali impongono Murray e Peers come una dei doppi più continui della stagione.
Nel 2015 la crescita dei due continua e fa immediatamente registrare il successo a Brisbanee in seguito la finale nel primo ATP 500 dell'anno, a Rotterdam prima e in seguito anche quella a Barcellona.
Sono successi che preludono alla prima finale sull'erba di Wimbledon dove, superati al terzo turno i numeri 3 del tabellone Pospisil/Sock in cinque set, avanzano con decisione (perdendo solo un ulteriore set in semifinale) fino al confronto decisivo contro Rojer/Tecău da cui vengono sconfitti però per 7-6 6-4 6-4. Con questo risultato Jamie segna il suo best ranking, toccando per la prima volta in carriera la ventesima posizione della classifica di doppio.
Sempre a luglio, di nuovo sull'erba, ma sui campi del Queen's, Jamie conquista un punto pesantissimo in coppia con il fratello Andy nei quarti di Coppa Davis che la Gran Bretagna gioca contro la Francia; la vittoria in rimonta (4-6 6-3 7-6 6-1) contro Tsonga e Mahut contribuisce al ritorno della squadra britannica in una semifinale della competizione per la prima volta dal 1981. Il 28 novembre, ancora insieme al fratello Andy, contribuisce alla decima vittoria inglese nella competizione, battendo Steve Darcis e David Goffin.
Nel 2016 la svolta definitiva: vince subito gli Australian Open 2016, il suo primo Slam in carriera in doppio maschile, per poi proseguire l'anno stabilmente ai piani alti della classifica. A settembre vince anche gli US Open 2016, battendo Pablo Carreño Busta e Guillermo García López in finale. Grazie ai successi ottenuti, il duo formato da lui e Bruno Soares si classifica numero 1 del mondo. Nel 2017 vince soprattutto in doppio misto, imponendosi a Wimbledon 2017 e agli US Open 2017 in coppia con Martina Hingis. Difende con successo quest'ultimo titolo l'anno successivo, questa volta in coppia con Bethanie Mattek-Sands.
Nel 2018 torna anche a vincere un torneo importante in doppio maschile, conquistando il titolo al Cincinnati Open.
Il 2019 si apre con la vittoria nel torneo di Sydney, ma successivamente una crisi di risultati lo porta a lasciare il compagno Bruno Soares per giocare con Neal Skupski, con il quale torna in semifinale agli US Open, chiudendo l'anno al ventitreesimo posto. Agli US Open 2019 vince per la terza volta consecutiva il titolo in doppio misto, ancora con la Mattek.
Il 2020 si apre ancora con risultati deludenti in doppio, mentre in doppio misto raggiunge la finale agli Australian Open (sempre in coppia con Mattek-Sands), venendo sconfitto dal duo formato da Nikola Mektić e Barbora Krejčíková.

## Caratteristiche tecniche
Jamie Murray ha tra i suoi maggiori punti di forza notevoli riflessi ed è molto abile nei movimenti sotto rete.
Nonostante le sue capacità però i suoi limiti tecnici a fondo campo, specialmente dal lato del dritto, gli hanno precluso la carriera da singolarista, portandolo a specializzarsi nel doppio e nel doppio misto.

## Statistiche

### Doppio

#### Vittorie (34)
| Legenda doppio       |
| Grande Slam (2)      |
| ATP Finals (0)       |
| ATP Masters 1000 (1) |
| ATP Tour 500 (9)     |
| ATP Tour 250 (22)    |

| N.  | Data              | Torneo                                           | Superficie  | Compagno      | Avversari in finale                        | Punteggio            |
| 1.  | 18 febbraio 2007  | Pacific Coast Championships, San Jose            | Cemento     | Eric Butorac  | Chris Haggard Rainer Schüttler             | 7–5, 7–6(6)          |
| 2.  | 25 febbraio 2007  | U.S. Indoor Championships, Memphis               | Cemento     | Eric Butorac  | Jürgen Melzer Julian Knowle                | 7–5, 6–3             |
| 3.  | 23 giugno 2007    | Nottingham Open, Nottingham                      | Erba        | Eric Butorac  | Joshua Goodall Ross Hutchins               | 4–6, 6–3, [10–5]     |
| 4.  | 17 febbraio 2008  | International Tennis Championships, Delray Beach | Cemento     | Maks Mirny    | Bob Bryan Mike Bryan                       | 6–4, 3–6, [10–6]     |
| 5.  | 7 novembre 2010   | Valencia Open 500, Valencia                      | Cemento (i) | Andy Murray   | Mahesh Bhupathi Maks Mirny                 | 7–6(8), 5–7, [10–7]  |
| 6.  | 25 settembre 2011 | Open de Moselle, Metz                            | Cemento     | André Sá      | Lukáš Dlouhý Marcelo Melo                  | 6–4, 7–6(7)          |
| 7.  | 9 ottobre 2011    | Japan Open Tennis Championships, Tokyo           | Cemento     | Andy Murray   | František Čermák Filip Polášek             | 6–1, 6–4             |
| 8.  | 14 aprile 2013    | U.S. Men's Clay Court Championships, Houston     | Terra rossa | John Peers    | Bob Bryan Mike Bryan                       | 1–6, 7–6(3), [12–10] |
| 9.  | 28 luglio 2013    | Swiss Open Gstaad, Gstaad                        | Terra rossa | John Peers    | Pablo Andújar Guillermo García López       | 6–3, 6–4             |
| 10. | 29 settembre 2013 | Thailand Open, Bangkok                           | Cemento (i) | John Peers    | Tomasz Bednarek Johan Brunström            | 6–3, 3–6, [10–6]     |
| 11. | 4 maggio 2014     | Internazionali di Baviera, Monaco di Baviera     | Terra rossa | John Peers    | Colin Fleming Ross Hutchins                | 6–4, 6–2             |
| 12. | 11 gennaio 2015   | Brisbane International, Brisbane                 | Cemento     | John Peers    | Aleksandr Dolhopolov Kei Nishikori         | 6–3, 7–6(4)          |
| 13. | 2 agosto 2015     | International German Open, Amburgo               | Terra rossa | John Peers    | Juan Sebastián Cabal Robert Farah          | 2–6, 6–3, [10–8]     |
| 14. | 16 gennaio 2016   | Sydney International, Sydney                     | Cemento     | Bruno Soares  | Rohan Bopanna Florin Mergea                | 6–3, 7–6(6)          |
| 15. | 30 gennaio 2016   | Australian Open, Melbourne                       | Cemento     | Bruno Soares  | Daniel Nestor Radek Štěpánek               | 2–6, 6–4, 7–5        |
| 16. | 10 settembre 2016 | US Open, New York                                | Cemento     | Bruno Soares  | Pablo Carreño Busta Guillermo García López | 6–2, 6–3             |
| 17. | 4 marzo 2017      | Open del Messico, Acapulco                       | Cemento     | Bruno Soares  | John Isner Feliciano López                 | 6–3, 6–3             |
| 18. | 18 giugno 2017    | Stuttgart Open, Stoccarda                        | Erba        | Bruno Soares  | Oliver Marach Mate Pavić                   | 6(4)–7, 7–5, [10–5]  |
| 19. | 25 giugno 2017    | Queen's Club Championships, Londra               | Erba        | Bruno Soares  | Julien Benneteau Édouard Roger-Vasselin    | 6–2, 6–3             |
| 20. | 3 marzo 2018      | Open del Messico, Acapulco (2)                   | Cemento     | Bruno Soares  | Bob Bryan Mike Bryan                       | 7–6(4), 7–5          |
| 21. | 5 agosto 2018     | Washington Open, Washington                      | Cemento     | Bruno Soares  | Mike Bryan Édouard Roger-Vasselin          | 3–6, 6–3, [10–4]     |
| 22. | 19 agosto 2018    | Cincinnati Open, Cincinnati                      | Cemento     | Bruno Soares  | Juan Sebastián Cabal Robert Farah          | 4–6, 6–3, [10–6]     |
| 23. | 12 gennaio 2019   | Sydney International, Sydney (2)                 | Cemento     | Bruno Soares  | Juan Sebastián Cabal Robert Farah          | 6–4, 6–3             |
| 24. | 13 novembre 2020  | Sofia Open, Sofia                                | Cemento (i) | Neal Skupski  | Jürgen Melzer Édouard Roger-Vasselin       | Walkover             |
| 25. | 7 febbraio 2021   | Great Ocean Road Open, Melbourne                 | Cemento     | Bruno Soares  | Juan Sebastián Cabal Robert Farah          | 6–3, 7–6(7)          |
| 26. | 10 ottobre 2021   | St. Petersburg Open, San Pietroburgo             | Cemento (i) | Bruno Soares  | Andrej Golubev Hugo Nys                    | 6–3, 6–4             |
| 27. | 27 agosto 2022    | Winston-Salem Open, Winston-Salem                | Cemento     | Matthew Ebden | Jan Zieliński Hugo Nys                     | 6–4, 6–2             |
| 28. | 12 febbraio 2023  | Dallas Open, Dallas                              | Cemento (i) | Michael Venus | Nathaniel Lammons Jackson Withrow          | 1–6, 7–6(4), [10–7]  |
| 29. | 23 aprile 2023    | Srpska Open, Banja Luka                          | Terra rossa | Michael Venus | Francisco Cabral Oleksandr Nedovjesov      | 7–5, 6–2             |
| 30. | 27 maggio 2023    | Geneva Open, Ginevra                             | Terra rossa | Michael Venus | Marcel Granollers Horacio Zeballos         | 7–6(6), 7–6(3)       |
| 31. | 26 settembre 2023 | Zhuhai Championships, Zhuhai                     | Cemento     | Michael Venus | Nathaniel Lammons Jackson Withrow          | 6-4, 6-4             |
| 32. | 25 febbraio 2024  | Qatar Open, Doha                                 | Cemento     | Michael Venus | Lorenzo Musetti Lorenzo Sonego             | 7-6(0), 2-6, [10-8]  |
| 33. | 27 ottobre 2024   | Swiss Indoors, Basilea                           | Cemento (i) | John Peers    | Wesley Koolhof Nikola Mektić               | 6–3, 7–5             |
| 34. | 9 novembre 2024   | Belgrade Open, Belgrado                          | Cemento (i) | John Peers    | Ivan Dodig Skander Mansouri                | 3–6, 7–6(5), [11–9]  |

#### Finali perse (31)
| Legenda doppio       |
| Grande Slam (3)      |
| ATP Finals (0)       |
| ATP Masters 1000 (6) |
| ATP Tour 500 (11)    |
| ATP Tour 250 (11)    |

| N.  | Data              | Torneo                                     | Superficie  | Compagno      | Avversari in finale                  | Punteggio           |
| 1.  | 30 luglio 2006    | Countrywide Classic, Los Angeles           | Cemento     | Eric Butorac  | Bob Bryan Mike Bryan                 | 2–6, 4–6            |
| 2.  | 1º ottobre 2006   | Thailand Open, Bangkok                     | Cemento (i) | Andy Murray   | Jonathan Erlich Andy Ram             | 2–6, 6–2, [4–10]    |
| 3.  | 21 aprile 2008    | Estoril Open, Estoril                      | Terra rossa | Kevin Ullyett | Jeff Coetzee Wesley Moodie           | 2–6, 6–4, [8–10]    |
| 4.  | 16 giugno 2008    | Nottingham Open, Nottingham                | Erba        | Jeff Coetzee  | Bruno Soares Kevin Ullyett           | 2–6, 6(5)–7         |
| 5.  | 5 febbraio 2012   | Open Sud de France, Montpellier            | Cemento     | Paul Hanley   | Édouard Roger-Vasselin Nicolas Mahut | 4–6, 6(4)–7         |
| 6.  | 6 ottobre 2013    | Japan Open Tennis Championships, Tokyo     | Cemento     | John Peers    | Rohan Bopanna Édouard Roger-Vasselin | 6(5)–7, 4–6         |
| 7.  | 15 giugno 2014    | Queen's Club Championships, Londra         | Erba        | John Peers    | Bruno Soares Alexander Peya          | 6–4, 6(4)–7, [4–10] |
| 8.  | 23 agosto 2014    | Winston-Salem Open, Winston-Salem          | Cemento     | John Peers    | Juan Sebastián Cabal Robert Farah    | 3–6, 4–6            |
| 9.  | 28 settembre 2014 | Malaysian Open, Kuala Lumpur               | Cemento (i) | John Peers    | Marcin Matkowski Leander Paes        | 6–3, 6(5)–7, [5–10] |
| 10. | 15 febbraio 2015  | Rotterdam Open, Rotterdam                  | Cemento (i) | John Peers    | Jean-Julien Rojer Horia Tecău        | 6–3, 3–6, [8–10]    |
| 11. | 26 aprile 2015    | Barcelona Open, Barcellona                 | Terra rossa | John Peers    | Henri Kontinen Marin Draganja        | 3–6, 7–6(6), [9–11] |
| 12. | 11 luglio 2015    | Torneo di Wimbledon, Londra                | Erba        | John Peers    | Jean-Julien Rojer Horia Tecău        | 6(5)–7, 4–6, 4–6    |
| 13. | 12 settembre 2015 | US Open, New York                          | Cemento     | John Peers    | Pierre-Hugues Herbert Nicolas Mahut  | 4–6, 4–6            |
| 14. | 25 ottobre 2015   | Vienna Open, Vienna (1)                    | Cemento (i) | John Peers    | Łukasz Kubot Marcelo Melo            | 6–4, 6(3)–7, [6–10] |
| 15. | 1 novembre 2015   | Swiss Indoors, Basilea                     | Cemento (i) | John Peers    | Alexander Peya Bruno Soares          | 5–7, 5–7            |
| 16. | 18 aprile 2016    | Monte Carlo Masters, Monte Carlo           | Terra rossa | Bruno Soares  | Pierre-Hugues Herbert Nicolas Mahut  | 6–4, 0–6, [6–10]    |
| 17. | 31 luglio 2016    | Canadian Open, Montréal                    | Cemento     | Bruno Soares  | Ivan Dodig Marcelo Melo              | 4–6, 4–6            |
| 18. | 14 gennaio 2017   | Sydney International, Sydney               | Cemento     | Bruno Soares  | Wesley Koolhof Matwé Middelkoop      | 3–6, 5–7            |
| 19. | 20 agosto 2017    | Cincinnati Open, Cincinnati                | Cemento     | Bruno Soares  | Pierre-Hugues Herbert Nicolas Mahut  | 6(6)–7, 4–6         |
| 20. | 8 ottobre 2017    | Japan Open Tennis Championships, Tokyo (2) | Cemento     | Bruno Soares  | Ben McLachlan Yasutaka Uchiyama      | 4–6, 6(1)–7         |
| 21. | 5 gennaio 2018    | Qatar Open, Doha                           | Cemento     | Bruno Soares  | Oliver Marach Mate Pavić             | 2–6, 6(6)–7         |
| 22. | 24 giugno 2018    | Queen's Club Championships, Londra (2)     | Erba        | Bruno Soares  | Henri Kontinen John Peers            | 4–6, 3–6            |
| 23. | 14 ottobre 2018   | Shanghai Masters, Shanghai                 | Cemento     | Bruno Soares  | Łukasz Kubot Marcelo Melo            | 4–6, 2–6            |
| 24. | 28 aprile 2019    | Barcelona Open, Barcellona (2)             | Terra rossa | Bruno Soares  | Juan Sebastián Cabal Robert Farah    | 4–6, 6(4)–7         |
| 25. | 29 agosto 2020    | Cincinnati Open, New York (2)              | Cemento     | Neal Skupski  | Alex de Minaur Pablo Carreño Busta   | 2–6, 5–7            |
| 26. | 1º novembre 2020  | Vienna Open, Vienna (2)                    | Cemento (i) | Neal Skupski  | Łukasz Kubot Marcelo Melo            | 6(5)–7, 5–7         |
| 27. | 11 settembre 2021 | US Open, New York (2)                      | Cemento     | Bruno Soares  | Rajeev Ram Joe Salisbury             | 6–3, 2–6, 2–6       |
| 28. | 20 febbraio 2022  | Rio Open, Rio de Janeiro                   | Terra rossa | Bruno Soares  | Fabio Fognini Simone Bolelli         | 5–7, 7–6(2), [6–10] |
| 29. | 8 gennaio 2023    | Adelaide International 1, Adelaide         | Cemento     | Michael Venus | Lloyd Glasspool Harri Heliövaara     | 3–6, 6(3)–7         |
| 30. | 20 agosto 2023    | Cincinnati Open, Cincinnati (3)            | Cemento     | Michael Venus | Máximo González Andrés Molteni       | 6–3, 1–6, [9–11]    |
| 31. | 22 ottobre 2023   | Japan Open Tennis Championships, Tokyo (3) | Cemento     | Michael Venus | Rinky Hijikata Max Purcell           | 4–6, 1–6            |

### Doppio misto

#### Vittorie (5)
| Tornei del Grande Slam  |
| ----------------------- |
| Australian Open (0)     |
| Open di Francia (0)     |
| Torneo di Wimbledon (2) |
| US Open (3)             |

| N. | Data             | Torneo                          | Superficie | Partner               | Avversari in finale           | Punteggio        |
| 1. | 8 luglio 2007    | Torneo di Wimbledon, Londra     | Erba       | Jelena Janković       | Alicia Molik Jonas Björkman   | 6–4, 3–6, 6–1    |
| 2. | 16 luglio 2017   | Torneo di Wimbledon, Londra (2) | Erba       | Martina Hingis        | Heather Watson Henri Kontinen | 6–4, 6–4         |
| 3. | 9 settembre 2017 | US Open, New York               | Cemento    | Martina Hingis        | Chan Hao-ching Michael Venus  | 6–1, 4–6, [10–8] |
| 4. | 8 settembre 2018 | US Open, New York (2)           | Cemento    | Bethanie Mattek-Sands | Alicja Rosolska Nikola Mektić | 2–6, 6–3, [11–9] |
| 5. | 7 settembre 2019 | US Open, New York (3)           | Cemento    | Bethanie Mattek-Sands | Chan Hao-ching Michael Venus  | 6–2, 6–3         |

#### Finali perse (3)
| Tornei del Grande Slam  |
| ----------------------- |
| Australian Open (1)     |
| Open di Francia (0)     |
| Torneo di Wimbledon (1) |
| US Open (1)             |

| N. | Data             | Torneo                      | Superficie | Partner               | Avversari in finale              | Punteggio        |
| 1. | 8 settembre 2008 | US Open, New York           | Cemento    | Liezel Huber          | Cara Black Leander Paes          | 6(6)–7, 4–6      |
| 2. | 15 luglio 2018   | Torneo di Wimbledon, Londra | Erba       | Viktoryja Azaranka    | Nicole Melichar Alexander Peya   | 6(1)–7, 3–6      |
| 3. | 1 febbraio 2020  | Australian Open, Melbourne  | Cemento    | Bethanie Mattek-Sands | Barbora Krejčíková Nikola Mektić | 7–5, 4–6, [1–10] |

## Risultati in progressione
| Sigla | Risultato               |
| ----- | ----------------------- |
| V     | Vincitore               |
| F     | Finalista               |
| SF    | Semifinalista           |
| O     | Oro olimpico            |
| A     | Argento olimpico        |
| SF    | Bronzo olimpico         |
| QF    | Quarti di Finale        |
| 4T    | Quarto turno            |
| 3T    | Terzo turno             |
| 2T    | Secondo turno           |
| 1T    | Primo turno             |
| RR    | Round Robin             |
| LQ    | Turno di qualificazione |
| A     | Assente                 |
| ND    | Non disputato           |

| Legenda superfici    |
| -------------------- |
| Cemento              |
| Terra battuta        |
| Erba                 |
| Superficie variabile |

### Doppio
| Torneo              | 2006          | 2007          | 2008 | 2009          | 2010          | 2011          | 2012 | 2013          | 2014          | 2015          | 2016 | 2017          | 2018          | 2019          | 2020          | 2021 | 2022          | 2023          | Carriera V–P |
| ------------------- | ------------- | ------------- | ---- | ------------- | ------------- | ------------- | ---- | ------------- | ------------- | ------------- | ---- | ------------- | ------------- | ------------- | ------------- | ---- | ------------- | ------------- | ------------ |
| Tornei Grande Slam  |               |               |      |               |               |               |      |               |               |               |      |               |               |               |               |      |               |               |              |
| Australian Open     | A             | 1T            | 1T   | 1T            | A             | 2T            | 1T   | 1T            | 2T            | 3T            | V    | 1T            | 2T            | QF            | 2T            | SF   | 3T            | 2T            | 22–16        |
| Open di Francia     | A             | 1T            | 1T   | 1T            | 1T            | 2T            | 1T   | 2T            | 3T            | 3T            | 3T   | QF            | 2T            | 1T            | QF            | 3T   | 2T            | 3T            | 20–17        |
| Wimbledon           | 1T            | 3T            | 3T   | 1T            | 1T            | 2T            | 2T   | 1T            | 3T            | F             | QF   | 2T            | QF            | 1T            | ND            | 2T   | 3T            | QF            | 26–17        |
| US Open             | A             | 2T            | 1T   | A             | A             | 1T            | 1T   | QF            | 1T            | F             | V    | QF            | QF            | SF            | QF            | F    | 2T            |               | 33–13        |
| Vittorie–Sconfitte  | 0–1           | 3–4           | 2–4  | 0–3           | 0–2           | 3–4           | 1–4  | 4–4           | 5–4           | 14–4          | 17–2 | 7–4           | 8–4           | 7–4           | 6–3           | 12–4 | 5–4           | 6–3           | 101–62       |
| Torneo di Fine Anno |               |               |      |               |               |               |      |               |               |               |      |               |               |               |               |      |               |               |              |
| ATP Finals          | A             | A             | A    | A             | A             | A             | A    | A             | A             | RR            | SF   | SF            | SF            | A             | A             | RR   | A             |               | 9–9          |
| Vittorie–Sconfitte  | 0–0           | 0–0           | 0–0  | 0–0           | 0–0           | 0–0           | 0–0  | 0–0           | 0–0           | 1–2           | 3–1  | 2–2           | 3–1           | 0–0           | 0–0           | 0–3  | 0–0           |               | 9–9          |
| Giochi Olimpici     |               |               |      |               |               |               |      |               |               |               |      |               |               |               |               |      |               |               |              |
| Giochi Olimpici     | Non disputati | Non disputati | 2T   | Non disputati | Non disputati | Non disputati | 1T   | Non disputati | Non disputati | Non disputati | 1T   | Non disputati | Non disputati | Non disputati | Non disputati | 2T   | Non disputati | Non disputati | 2–4          |
| Vittorie–Sconfitte  | Non disputati | Non disputati | 1–1  | Non disputati | Non disputati | Non disputati | 0–1  | Non disputati | Non disputati | Non disputati | 0–1  | Non disputati | Non disputati | Non disputati | Non disputati | 1–1  | Non disputati | Non disputati | 2–4          |

### Doppio misto
| Torneo             | 2006          | 2007          | 2008          | 2009          | 2010          | 2011          | 2012 | 2013          | 2014          | 2015          | 2016 | 2017          | 2018          | 2019          | 2020          | 2021 | 2022          | 2023          | Carriera V–P |
| ------------------ | ------------- | ------------- | ------------- | ------------- | ------------- | ------------- | ---- | ------------- | ------------- | ------------- | ---- | ------------- | ------------- | ------------- | ------------- | ---- | ------------- | ------------- | ------------ |
| Tornei Grande Slam |               |               |               |               |               |               |      |               |               |               |      |               |               |               |               |      |               |               |              |
| Australian Open    | A             | A             | 2T            | 2T            | A             | 1T            | 1T   | A             | 1T            | 2T            | QF   | A             | 2T            | QF            | F             | 2T   | A             | QF            | 15–12        |
| Open di Francia    | A             | A             | QF            | A             | A             | SF            | A    | A             | 1T            | 2T            | QF   | A             | 1T            | A             | ND            | 1T   | A             | 2T            | 8–7          |
| Wimbledon          | A             | V             | SF            | SF            | 1T            | 2T            | A    | 1T            | QF            | A             | A    | V             | F             | 1T            | ND            | A    | 2T            | 2T            | 28–10        |
| US Open            | A             | SF            | F             | A             | A             | 1T            | A    | A             | 2T            | 2T            | A    | V             | V             | V             | ND            | 1T   | 1T            |               | 24–7         |
| Vittorie–Sconfitte | 0–0           | 9–1           | 10–4          | 4–2           | 0–1           | 4–4           | 0–1  | 0–1           | 3–4           | 3–3           | 4–2  | 10–0          | 11–3          | 7–2           | 4–1           | 1–3  | 1–2           | 4–2           | 75–36        |
| Giochi Olimpici    |               |               |               |               |               |               |      |               |               |               |      |               |               |               |               |      |               |               |              |
| Giochi Olimpici    | Non disputati | Non disputati | Non disputati | Non disputati | Non disputati | Non disputati | A    | Non disputati | Non disputati | Non disputati | 1T   | Non disputati | Non disputati | Non disputati | Non disputati | A    | Non disputati | Non disputati | 0–1          |
| Vittorie–Sconfitte | Non disputati | Non disputati | Non disputati | Non disputati | Non disputati | Non disputati | 0–0  | Non disputati | Non disputati | Non disputati | 0–1  | Non disputati | Non disputati | Non disputati | Non disputati | 0–0  | Non disputati | Non disputati | 0–1          |